# کاتارزینا پاولوسکا
کاتارزینا پاولوسکا (انگلیسی: Katarzyna Pawłowska؛ زادهٔ ۱۶ august ۱۹۸۹ (۳۵ سال)) دوچرخه‌سوار اهل لهستان است.
از باشگاه‌هایی که در آن بازی کرده‌است می‌توان به بولز–دولمنز اشاره کرد.
وی در مسابقات کشوری و بین‌المللی در مجموع برندهٔ ۴ مدال طلا، ۵ مدال نقره، ۴ مدال برنز شده‌است.